# Bruce Irons
Bruce Irons (* 6. Oktober 1924 in Southampton; † 5. Dezember 1983 in Calgary) war ein kanadischer Ingenieur, bekannt für Beiträge zur Methode Finiter Elemente.

## Leben
Irons ging in Southampton zur Schule und studierte am University College Southampton Physik mit dem Abschluss 1944. Er wurde an der University of Wales in Swansea promoviert und lehrte dort und an der University of Calgary.
Von ihm stammen unter anderem Patch-Test und Frontal Solver bei FEM und das Konzept isoparametrischer Elemente (mit Ian C. Taig).
Nachdem bei ihm Multiple Sklerose diagnostiziert worden war, beging er Suizid.
1974 erhielt er den Von Karman Award. Ein Stipendium an der University of Calgary ist nach ihm benannt.

## Schriften
- mit Ahmad Sorab: Techniques of Finite Elements. Ellis Horwood, Chichester 1980